# Du kan hjælpe
Du kan hjælpe er en dansk propagandafilm fra 1953 med instruktion og manuskript af Svend Aage Lorentz.

## Handling
Reklame-/propagandafilm for Dansk Røde Kors. Billeder fra Jutlandia, Hollands digebrud, astmahjælp mv.